# José Silva (football, 1905)
Pour les articles homonymes, voir José Silva (homonymie).
José da Silva ou José Silva est un footballeur portugais né vers 1905 et mort le 3 avril 1961. Il évoluait au poste de défenseur.

## Biographie

### En club
José Silva est joueur du CF União de Coimbra et de l'União de Lisbonne dans les années 1920 et 1930.

### En équipe nationale
International portugais, il reçoit deux sélections en équipe du Portugal en 1929 et en 1931, toutes les deux en amical.
Le 1er décembre 1929, il joue contre l'Italie (défaite 1-6 à Milan).
Le 12 avril 1931, à nouveau contre l'Italie, il subit une défaite 0-2 à Porto.